# Dobrejance
Dobrejance (cyr. Добрејанце) – wieś w Serbii, w okręgu pczyńskim, w mieście Vranje. W 2011 roku liczyła 55 mieszkańców.